# Laksamana Do Re Mi
Laksamana Do Re Mi è un film del 1972 diretto da P. Ramlee, l'ultimo prima della sua morte nel 1973.

## Trama
Il trio di amici Do, Re e Mi vive in una casa sull'albero nella foresta. Una notte sentono una voce chiedere aiuto e trovano un bambù ferito. Lo aiutano e il bambù si trasforma nella principessa fata Tuan Puteri Buluh Betong, che dona loro oggetti magici: un tappeto volante a Do, un telescopio a Re e un'armonica dei desideri a Mi.
Usano questi oggetti per diventare ammiragli del sultano e vengono inviati a salvare il regno di Pasir Dua Butir dal traditore Fasola. Grazie al telescopio scoprono che Fasola può essere sconfitto solo con un bambù affilato. Mi usa l'armonica per ottenerlo e Do lo uccide.
Liberano la principessa e se ne innamorano tutti e tre, ma il sultano la convince a sposare lui. Delusi, gli ammiragli ricevono come mogli tre ancelle brutte e vecchie. Fuggono con il tappeto volante, ridendo delle ancelle.